# Чурек
Чурек е село в Западна България. То се намира в Община Елин Пелин, Софийска област.

## География
Село Чурек се намира на 26 km от София на територията на общ. Елин Пелин. Разположено на юг от връх Мургаш. През селото минават две реки, които се вливат в една на центъра на селото – р. Метликовица и р. Витинска, извиращи от Стара Планина.

## История

### Свързани личности
Василий Каталей

## Културни и природни забележителности
Иконостасът на храма „Свети Илия“ е дело на дебърски майстори от рода Филипови.

## Редовни събития
Традиционен събор – Вяра, Надежда, Любов